# Blons
Blons is een gemeente in de Oostenrijkse deelstaat Vorarlberg, gelegen in het district Bludenz (BZ). De gemeente heeft ongeveer 300 inwoners.

## Geografie
Blons heeft een oppervlakte van 14,88 km². Het ligt in het westen van het land.

## Geschiedenis
Het ergste ongeluk dat de Walser van het Großes Walsertal en het plaatsje Blons in het bijzonder beleefden was op 10. en 11 januari 1954: 70 - 80 lawines in het hele Großes Walsertal, alleen al ongeveer 30 in de nabijheid van de dorpen, 80 doden, hele veestapels vernietigd en niet te overziene verwoestingen aan boerderijen, openbare gebouwen, liften ("Seilbahnen"), stroom- en telefoon- leidingen enz. waren de trieste balans van deze beide verschrikkelijke dagen. Door gebrek aan of door vernielde communicatiemiddelen duurde het dagen voordat het verschrikkelijke nieuws de buitenwereld (Thüringen/Bludenz) bereikte. Het Amerikaanse leger dat in Duitsland was gestationeerd heeft zijn hulp bij de berging van de vele doden en bij de opruimingsactiviteiten geboden.
De verschrikkingen van deze ramp liggen nu nog vers in het geheugen van de oudere generatie. Bij de kerkhoven van de kerken in het hele Großes Walsertal zijn aparte massagraven ingericht voor de lawineslachtoffers.
Bartholomäberg · Blons · Bludenz · Bludesch · Brand · Bürs · Bürserberg · Dalaas · Fontanella · Gaschurn · Innerbraz · Klösterle · Lech · Lorüns · Ludesch · Nenzing · Nüziders · Raggal · Sankt Anton im Montafon · Sankt Gallenkirch · Sankt Gerold · Schruns · Silbertal · Sonntag · Stallehr · Thüringen · Thüringerberg · Tschagguns · Vandans
- Gemeinsame Normdatei: 4527834-9
- Virtual International Authority File: 141731862